# 溪洲 (屏東縣)
溪洲，即今南州，是臺灣屏東縣南州鄉的一個傳統地域名稱，也是該鄉行政中心所在地，位於該鄉北部。相較於今日行政區，其範圍大致包括溪洲村不含西南端、溪南村不含西南端、仁里村、溪北村不含東部、米崙村不含東南部、萬華村北端。

## 歷史
台灣日治初期，溪洲地區為一街庄，稱為「溪洲庄」，隸屬於港東中里。該庄北隔溪洲溪與過溪仔庄、崁頂庄為鄰，東與巷仔內庄為鄰，南邊為牛埔庄、車路墘庄，西邊為七塊厝庄。
1901年（日治明治三十四年）11月，全台設置二十廳，該庄隸屬於阿猴廳（1903年改稱阿緱廳）。1909年（明治四十二年）10月，合併二十廳為十二廳，該庄仍隸屬於阿緱廳。1920年（大正九年），廢十二廳改設五州二廳，該庄改制為「溪洲」大字，隸屬於高雄州東港郡林邊庄。
戰後林邊庄改制為林邊鄉，隸屬於高雄縣，大字亦改制為村。1950年高、屏分治，林邊鄉改隸屬於屏東縣。
1951年3月林邊鄉拆分為二，本地區隸屬於「溪州鄉」。1956年溪州鄉更名為南州鄉，以迄於今。

## 聚落
本地區發展較早的聚落有溪洲、崙仔頂等，在日治期初期的官方地圖上已有記載。

## 交通
縣道187乙線是萬巒至至東港海坪的道路。
鄉道屏73線（新安路）是圍仔內至萬華的道路。
鄉道屏120線（新安路）是南州至砂崙的道路。
鄉道屏123線（新安路）是崙仔頂至竹仔腳的道路。
鄉道屏72線（新安路）是油車莊至旗杆厝的道路。

## 學校
- 南州國中（東半部）
- 溪北國小
- 南州國小

## 產業
- 南州糖廠（已停產，現為觀光糖廠）